# Mathieu Michel
Mathieu Michel (Namen, 18 mei 1979) is een Belgische  politicus voor de Franstalige liberale partij Mouvement Réformateur (MR).

## Biografie
Mathieu Michel studeerde communicatie aan het EFAP in Rijsel en was tot in 2006 raadgever op de studiedienst en communicatieverantwoordelijke bij de liberale vakbond.
Net als zijn vader Louis Michel, voormalig Europees commissaris, en zijn oudere broer Charles Michel, voorzitter van de Europese Raad en voormalig premier, werd Mathieu Michel politiek actief voor de PRL en daarna de MR. In 1994 engageerde hij zich bij de jongerenafdeling van de PRL/MR in Geldenaken, waarin hij actief bleef tot in 2014 en van 1999 tot 2006 voorzitter was.
In 2000 werd hij op 21-jarige leeftijd verkozen tot provincieraadslid van Waals-Brabant. In de provincieraad was hij van 2000 tot 2006 voorzitter van de PRL/MR-fractie, waarna hij vanaf 2006 gedeputeerde van Waals-Brabant was. Van 2012 tot 2020 was Michel voorzitter van de deputatie van Waals-Brabant. Als gedeputeerde was hij onder andere bevoegd voor public relations, externe betrekkingen, begroting en personeelsbeleid, veiligheid, ruimtelijke ordening, informatica, jeugd en burgerschap.
Van 2001 tot 2006 was hij eveneens OCMW-raadslid in Geldenaken. In oktober 2006 werd Mathieu Michel verkozen tot gemeenteraadslid van Geldenaken en was het de bedoeling dat hij schepen zou worden, maar wegens zijn benoeming tot gedeputeerde diende hij beide mandaten op te geven. In oktober 2024 werd Michel opnieuw verkozen in de gemeenteraad van Geldenaken. Dit keer nam hij het mandaat wel op en sinds december 2024 is hij er voorzitter van de gemeenteraad.
In oktober 2020 werd hij vrij verrassend benoemd tot staatssecretaris voor Digitalisering, Administratieve Vereenvoudiging, Privacy en Regie der Gebouwen in de federale regering-De Croo. Omdat Michel familie was van twee boegbeelden van de partij en geen ervaring had in de federale politiek, leidde zijn benoeming tot enige controverse binnen zijn partij en werd partijvoorzitter Georges-Louis Bouchez nepotisme verweten. Niettemin bleef Mathieu Michel op post als staatssecretaris. Op 22 april 2022 werd hij tevens belast met het beheer van de bevoegdheid Federale Culturele Instellingen, nadat de bevoegde minister, zijn partijgenote en voormalig premier Sophie Wilmès, wegens familiale redenen haar taken in de regering tijdelijk had neergelegd. Michel nam deze laatste bevoegdheid waar tot en met 15 juli 2022, toen Wilmès definitief ontslag nam uit de regering en haar bevoegdheden Buitenlandse Zaken, Europese Zaken, Buitenlandse Handel en Federale Culturele Instellingen werden overgenomen door Hadja Lahbib. Hij bleef uiteindelijk staatssecretaris tot aan de installatie van de regering-De Wever in februari 2025, waarin hij niet meer terugkeerde als minister.
Bij de federale verkiezingen van 9 juni 2024 werd Mathieu Michel voor de kieskring Waals-Brabant verkozen in de Kamer van volksvertegenwoordigers. Hij ging er zetelen in de commissie Landsverdediging en werd tevens afgevaardigd naar de Parlementaire Vergadering van de Raad van Europa.